# Rrogozhinë
Rrogozhinë est une municipalité d'Albanie dans la préfecture de Tirana. 

## Histoire
À la suite d'une réforme administrative en 2015, Rrogozhinë engloba quatre autres municipalités, Gosë, Kryevidh, Lekaj et Sinaballaj, portant désormais  sa population de 7 049 à environ 22 150 habitants.

## Personnalités liées à la Municipalité
- Bajram Begaj, (Président de la république d'Albanie depuis 2022) y est né le 20 mars 1967.